# ロナルド・F・アブラー
ロナルド・フランシス・アブラー（Ronald Francis Abler、1939年 - ）は、アメリカ合衆国の地理学者、ペンシルベニア州立大学教授であり、アメリカ科学振興協会のフェローに選出されている。アブラーは、かつてアメリカ地理学会 (AAG) の会長となり、国際地理学連合 (IGU) の会長も務め、サミュエル・フィンリー・ブリーズ・モース・メダルやヴィクトリア・メダルを受賞している。アブラーは、メディアとコミュニケーションの地理学の発展に寄与した重要な人物である。

## 経歴
ミネソタ大学に学び、学位を得た後、長くペンシルベニア州立大学で研究教育にあたり、特に情報とメディアに関する学際的研究に尽力し、発展途上であったサイバー空間と現実空間の関係について初期から議論を展開した。
研究体制の組織者としても手腕を発揮し、地理情報分析国立センター (NCGIS) の創設を主導したほか、アメリカ地理学会、国際地理学連合で長く役員を務め、多数の賞を受賞している。2013年に京都市で開催された国際地理学会議において、日本地理学会から名誉会員の称号を、東京地学協会からは東京地学協会メダルを贈られた。